# Democrazia Europea
Democrazia Europea (DE) è stato un partito politico italiano, d'ispirazione cattolica e centrista, fondato e guidato da Sergio D'Antoni, già segretario generale del sindacato cattolico CISL dal 1991 al 2000.
DE è stata fondata sul modello della dissolta Democrazia Cristiana, con l'obiettivo di costituire un terzo polo di centro rispetto alla coalizione di centro-destra della Casa delle Libertà e alla coalizione politica di centro-sinistra dell'Ulivo.

## Storia

### La nascita nel febbraio 2001
D'Antoni fonda ufficialmente il partito l'11 febbraio 2001, costituitosi grazie all'unione di:
- esponenti politici dimessisi dal Partito Popolare Italiano, come l'ex ministro Ortensio Zecchino;
- gruppi vicini al senatore a vita Giulio Andreotti, che espresse il proprio favore alla nascita di DE;
- il movimento Autonomisti per l'Europa guidato da Vito Gnutti e Domenico Comino, frutto di una scissione dalla Lega Nord;
- spezzoni neodemocristiani provenienti dal Movimento per la Rinascita della Democrazia Cristiana fondata da Flaminio Piccoli, fra cui Angelo Sandri.

All'assemblea costituente D'Antoni viene eletto segretario e Zecchino presidente.
Al Senato viene a costituirsi un proprio gruppo parlamentare con il relativo nome, comprendente dieci senatori: quattro provenienti dal PPI, tra cui Andreotti e Zecchino, e sei dall'APE, tra cui Gnutti che diventerà presidente del gruppo stesso.
Oltre ad Andreotti, a sostenere DE ci saranno anche l'ex Presidente del Consiglio ed ex ministro Emilio Colombo, anch'egli proveniente dalla DC e dal PPI, l'ex presidente del Senato Carlo Scognamiglio Pasini ed il noto uomo di spettacolo e presentatore Pippo Baudo, la cui moglie Katia Ricciarelli verrà candidata dal partito alla Camera in Umbria e Marche. Vi aderì per un breve periodo anche l'ex leghista Franco Castellazzi.

### Il Terzo Polo alle Politiche del 2001

Giulio Andreotti alla chiusura della campagna elettorale di Democrazia Europea a Roma, 11 maggio 2001

Alle elezioni politiche del 2001 DE si è presentato al di fuori dei due schieramenti, presentando nel proprio simbolo i nomi dei leader del partito D'Antoni, Andreotti e Zecchino ma non ottiene successo.
Il partito consegue il 3,5% e 1.310.119 voti per la Camera nella parte maggioritaria ed il 2,4% e 888.249 voti nel proporzionale, non eleggendo alcun deputato. Al Senato consegue 1.066.908 voti ed il 3,15%, eleggendo due senatori con il recupero proporzionale in Campania e in Sicilia; al Senato in Puglia DE ha presentato una lista con i Socialisti Autonomisti detta DEM. EUR - SOC. AUT, che consegue 79.002 voti e lo 0.2% a livello nazionale (il 3,65% a livello regionale).

### Lo scioglimento nell'UDC
Il partito ha vita molto breve e si scioglie il 6 dicembre 2002, dopo meno di due anni dalla sua costituzione, per partecipare alla fondazione dell'Unione dei Democratici Cristiani e di Centro, insieme al Centro Cristiano Democratico ed ai Cristiani Democratici Uniti. L'UDC aderisce alla Casa delle Libertà ed è parte integrante del secondo e del terzo governo Berlusconi tra il 2001 e il 2006, anno in cui la Casa delle Libertà viene battuta dall'Unione alle elezioni politiche.

### D'Antoni con L'Ulivo
Nel 2004 D'Antoni lascia improvvisamente l'UDC e in vista delle elezioni europee del 2004 e partecipa al progetto politico di Uniti nell'Ulivo. Successivamente ufficializza la sua adesione alla Margherita, accolto dal suo presidente Francesco Rutelli, suscitando polemiche tra i suoi ex compagni di partito. I due senatori DE invece non seguono il leader e rimangono nel gruppo UDC al Senato.
Mentre la maggior parte degli ex dirigenti di DE, tra cui Raffaele Lombardo, confermano di rimanere nell'UDC, la base si divide tra quest'ultimo e La Margherita. Il simbolo di DE rimane comunque, anche se in secondo piano, in quello dell'UDC.
Per quanto riguarda i senatori a vita Giulio Andreotti ed Emilio Colombo invece, non aderiranno all'UDC e si iscriveranno al gruppo misto del Senato.
Nell'ottobre 2004 Sergio D'Antoni è stato eletto deputato nel corso delle elezioni suppletive alla Camera, concorrendo con il simbolo dell'Ulivo.